# Ronnie Clayton
Ronald „Ronnie” Clayton (ur. 5 sierpnia 1934 w Preston, zm. 29 października 2010) – angielski piłkarz grający podczas kariery na pozycji pomocnika.

## Kariera klubowa
Ronnie Clayton prawie całą piłkarską karierę spędził w Blackburn Rovers. Z Blackburn awansował do Division One w 1958, by w 1966 spaść z niej. W latach 1950–1969 w barwach Rovers rozegrał w 581 spotkań, w których zdobył 15 bramek.
W 1969 został graczem Morecambe F.C. (Northern Premier League Premier Division – siódma liga). Karierę zakończył w grającym w tej samej klasie rozgrywkowej Great Harwood Town w 1971.
| Sezon   | Klub                    | Kraj   | Rozgrywki               | Mecze | Bramki |
| ------- | ----------------------- | ------ | ----------------------- | ----- | ------ |
| 1954/55 | Blackburn Rovers F.C.   | Anglia | Division Two            | 1     | 0      |
| 1955/56 | Blackburn Rovers F.C.   | Anglia | Division Two            | 19    | 0      |
| 1956/57 | Blackburn Rovers F.C.   | Anglia | Division Two            | 13    | 0      |
| 1957/58 | Blackburn Rovers F.C.   | Anglia | Division Two            | 4     | 0      |
| 1954/55 | Blackburn Rovers F.C.   | Anglia | Division Two            | 42    | 1      |
| 1955/56 | Blackburn Rovers F.C.   | Anglia | Division Two            | 42    | 1      |
| 1956/57 | Blackburn Rovers F.C.   | Anglia | Division Two            | 34    | 3      |
| 1957/58 | Blackburn Rovers F.C.   | Anglia | Division Two            | 36    | 1      |
| 1958/59 | Blackburn Rovers F.C.   | Anglia | Division One            | 40    | 1      |
| 1959/60 | Blackburn Rovers F.C.   | Anglia | Division One            | 38    | 1      |
| 1960/61 | Blackburn Rovers F.C.   | Anglia | Division One            | 41    | 0      |
| 1961/62 | Blackburn Rovers F.C.   | Anglia | Division One            | 38    | 4      |
| 1962/63 | Blackburn Rovers F.C.   | Anglia | Division One            | 35    | 1      |
| 1963/64 | Blackburn Rovers F.C.   | Anglia | Division One            | 41    | 0      |
| 1964/65 | Blackburn Rovers F.C.   | Anglia | Division One            | 39    | 0      |
| 1965/66 | Blackburn Rovers F.C.   | Anglia | Division One            | 39    | 0      |
| 1966/67 | Blackburn Rovers F.C.   | Anglia | Division Two            | 41    | 0      |
| 1967/68 | Blackburn Rovers F.C.   | Anglia | Division Two            | 23    | 0      |
| 1968/69 | Blackburn Rovers F.C.   | Anglia | Division Two            | 13    | 0      |
| 1969/70 | Morecambe F.C.          | Anglia | Northern Premier League | ?     | ?      |
| 1970/71 | Great Harwood Town F.C. | Anglia | Northern Premier League | ?     | ?      |

## Kariera reprezentacyjna
W reprezentacji Anglii Clayton zadebiutował 2 listopada 1955 w wygranym 4-0 meczu British Home Championship z Irlandią Północną. W 1958 Clayton uczestniczył w mistrzostwach świata. Na turnieju w Szwecji wystąpił tylko w meczu barażowym z ZSRR. Ostatni raz w reprezentacji wystąpił 11 maja 1960 w zremisowanym 3-3 towarzyskim meczu z Jugosławią. Ogółem w reprezentacji rozegrał 35 spotkań.